# Índice de paridad de género
El índice de paridad de género (IPG) es un índice socioeconómico normalmente diseñado para calcular el acceso relativo de los varones y las mujeres a la educación. En su forma más simple, es calculado como el cociente del número de mujeres por el número de varones en una etapa determinada de educación (primaria, secundaria etc.). Es utilizado por organizaciones internacionales, en particular en el cálculo del progreso de países en vías de desarrollo. El Instituto de Estadísticas de UNESCO también utiliza una definición más general de IPG: para cualquier indicador de desarrollo se puede definir el IPG relativo a este indicador por dividir su valor para mujeres por su valor para los varones. Por ejemplo, algunos documentos de UNESCO consideran la paridad de género en el alfabetismo.
UNESCO describe los intentos a eliminar la paridad de género en la educación primaria y secundaria y enfatiza la situación difícil de chicas en acceso desigual en países del tercer mundo. Sin embargo, el IPG ignora la disparidad de género que beneficia a las mujeres en países del primer mundo en la educación superior. Por ejemplo, en Islandia, un 64 % de los estudiantes que se matriculan en la educación superior son mujeres.